# Bader Al-Mutawa
Bader Al-Mutawa (en árabe: بدر أحمد المطوع‎; Ciudad de Kuwait, 10 de enero de 1985) es un futbolista kuwaití que juega en la posición de delantero y actualmente juega en el Qadsia SC de la Liga Premier de Kuwait. Ha sido internacional con Kuwait en 196 partidos internacionales

## Carrera

### Club
Inicío su carrera en 2002 con el Qadsia SC, logrando dos nominaciones al Jugador Asiático del Año en dos ocasiones en 2006 y 2010, además de ganar el título de goleador en la temporada 2008/09 de la Liga Premier de Kuwait.
En 2007 fue cedido a préstamo al Qatar SC de Catar y en 2011 fue cedido a préstamo al Al-Nassr de Arabia Saudita, y al año siguiente estuvo entrenando con el Nottingham Forest FC de la EFL Championship luego de que el club fuese comprado por la familia Al-Hasawi, pero no pudo ser firmado con el equipo debido a no contar con el permiso de trabajo.
El 11 de mayo de 2021 consiguió su gol 300 con el Qadsia SC al anotar en la victoria por 3-1 ante el Kuwait SC.

### Selección nacional
Debutó con Kuwait como parte del equipo que participó en la Copa de Naciones del Golfo de 2003 en la que Kuwait fue el país organizador, donde anotó un gol en la victoria por 4-0 ante Yemen. Representó a su seleccionado de Kuwait en un total de 196 partidos internacionales.

### Vida personal
En su servicio militar logró el rango de coronel y nombrado director del Departamento de Asuntos de Seguridad de la Asamblea Nacional de Kuwait, pero ese rango no aplica para deportistas profesionales de Kuwait.

## Palmarés

### Como futbolista

#### Torneos nacionales
| Título                      | Equipo               | País   | Año     |
| --------------------------- | -------------------- | ------ | ------- |
| Copa Al-Khurafi             | Qadsia Sporting Club | Kuwait | 2002-03 |
| Copa del Emir de Kuwait     | Qadsia Sporting Club | Kuwait | 2003-04 |
| Copa de la Corona de Kuwait | Qadsia Sporting Club | Kuwait | 2003-04 |
| Liga Premier de Kuwait      | Qadsia Sporting Club | Kuwait | 2003-04 |
| Copa de la Corona de Kuwait | Qadsia Sporting Club | Kuwait | 2004-05 |
| Liga Premier de Kuwait      | Qadsia Sporting Club | Kuwait | 2004-05 |
| Copa Al-Khurafi             | Qadsia Sporting Club | Kuwait | 2005-06 |
| Copa de la Corona de Kuwait | Qadsia Sporting Club | Kuwait | 2005-06 |
| Copa del Emir de Kuwait     | Qadsia Sporting Club | Kuwait | 2006-07 |
| Copa Federación de Kuwait   | Qadsia Sporting Club | Kuwait | 2008    |
| Copa de la Corona de Kuwait | Qadsia Sporting Club | Kuwait | 2008-09 |
| Copa Federación de Kuwait   | Qadsia Sporting Club | Kuwait | 2008-09 |
| Liga Premier de Kuwait      | Qadsia Sporting Club | Kuwait | 2008-09 |
| Supercopa de Kuwait         | Qadsia Sporting Club | Kuwait | 2009    |
| Copa del Emir de Kuwait     | Qadsia Sporting Club | Kuwait | 2009-10 |
| Liga Premier de Kuwait      | Qadsia Sporting Club | Kuwait | 2009-10 |
| Copa Federación de Kuwait   | Qadsia Sporting Club | Kuwait | 2010-11 |
| Liga Premier de Kuwait      | Qadsia Sporting Club | Kuwait | 2010-11 |
| Supercopa de Kuwait         | Qadsia Sporting Club | Kuwait | 2011    |
| Copa del Emir de Kuwait     | Qadsia Sporting Club | Kuwait | 2011-12 |
| Liga Premier de Kuwait      | Qadsia Sporting Club | Kuwait | 2011-12 |
| Copa del Emir de Kuwait     | Qadsia Sporting Club | Kuwait | 2012-13 |
| Copa de la Corona de Kuwait | Qadsia Sporting Club | Kuwait | 2012-13 |
| Copa Federación de Kuwait   | Qadsia Sporting Club | Kuwait | 2012-13 |
| Supercopa de Kuwait         | Qadsia Sporting Club | Kuwait | 2013    |
| Liga Premier de Kuwait      | Qadsia Sporting Club | Kuwait | 2013-14 |
| Copa de la Corona de Kuwait | Qadsia Sporting Club | Kuwait | 2013-14 |
| Supercopa de Kuwait         | Qadsia Sporting Club | Kuwait | 2014    |
| Copa del Emir de Kuwait     | Qadsia Sporting Club | Kuwait | 2014-15 |
| Liga Premier de Kuwait      | Qadsia Sporting Club | Kuwait | 2015-16 |
| Copa de la Corona de Kuwait | Qadsia Sporting Club | Kuwait | 2017-18 |
| Supercopa de Kuwait         | Qadsia Sporting Club | Kuwait | 2018    |
| Copa Federación de Kuwait   | Qadsia Sporting Club | Kuwait | 2018-19 |
| Supercopa de Kuwait         | Qadsia Sporting Club | Kuwait | 2019    |
| Copa del Emir de Kuwait     | Qadsia Sporting Club | Kuwait | 2023-24 |

#### Torneos internacionales
| Título                     | Equipo               | Sede   | Año  |
| -------------------------- | -------------------- | ------ | ---- |
| GCC Champions League       | Qadsia Sporting Club | Kuwait | 2005 |
| Copa de Naciones del Golfo | Selección de Kuwait  | Adén   | 2010 |
| Campeonato de la WAFF      | Selección de Kuwait  | Amán   | 2010 |
| AFC Cup                    | Qadsia Sporting Club | Dubái  | 2014 |

Individual
- Goleador de la Copa de Naciones del Golfo (1): 2010
- Goleador Mundial de la IFFHS (1): 2010[7]
- Nominado al Futbolista del año en Asia (2): 2006, 2010;